# Saint-Simon, Aisne
Saint-Simon je naselje in občina v severnem francoskem departmaju Aisne regije Pikardije. Leta 1999 je naselje imelo 651 prebivalcev.

## Geografija
Kraj se nahaja v pokrajini Vermandois na levem bregu reke Some, 15 km jugozahodno od Saint-Quentina.

## Administracija
Saint-Simon je sedež istoimenskega kantona, v katerega so poleg njegove vključene še občine Annois, Artemps, Aubigny-aux-Kaisnes, Bray-Saint-Christophe, Castres, Clastres, Contescourt, Cugny, Dallon, Dury, Flavy-le-Martel, Fontaine-lès-Clercs, Grugies, Happencourt, Jussy, Montescourt-Lizerolles, Ollezy, Pithon, Seraucourt-le-Grand, Sommette-Eaucourt, Tugny-et-Pont in Villers-Saint-Christophe z 11.001 prebivalcem.
Kanton je sestavni del okrožja Saint-Quentin.

## Zgodovina
Naselje je dobilo ime po blaženem Simonu de Crespyju, umrlem leta 1082.

## Zanimivosti
- Marijina cerkev;
- V bližini se nahaja nekdanja baza letalskih sil NATO-a Saint-Simon-Clastres.

1. ↑  »Populations légales 2016«. Nacionalni inštitut za statistične in gospodarske raziskave. Pridobljeno 25. aprila 2019.